# Plaster
Et plaster (eller et hæfteplaster) er en selvklæbende forbinding, som blandt andet anvendes til at beskytte sår og stoppe blødninger. Plastre findes i forskellige materialer og udformninger for at passe til specifikke skader og sår. Ordet "plaster" stammer fra græsk emplastron (plaster) og emplassein (indsmøre) via middelalderlatin plastrum.

## Medicinske plastre
Et plaster kan også bruges til at dosere et lægemiddel gennem huden, et såkaldt medicinsk plaster. Ved at bruge et plaster kan patienten undgå at sluge tabletter. Derudover kan plastret frigive sine aktive stoffer i al den tid, plasteret er påsat. Der findes eksempelvis hormonplaster, nikotinplaster, plastre med lokalbedøvelse og plastre, som indeholder smertestillende stoffer. Ved at bruge plastre i stedet for medicin, der skal tages gennem munden, undgår man, at medicinen skal rundt om leveren, hvorved man undgår, at medicinen bliver nedbrudt der. I modsætning til plastre, der er beregnet til sår, skal et medicinsk plaster påsættes ubeskadiget hud.